# غييرمو إيبون
غييرمو إيبون (بالإنجليزية: Guillermo Aubone)‏ مواليد 8 يونيو 1954 في بوينس آيرس، الأرجنتين، هو لاعب كرة مضرب أرجنتيني سابق كان يلعب باليد اليسرى بدأ مسيرته كمحترف عام 1974.

## روابط خارجية
- غييرمو إيبون على موقع رابطة محترفي التنس (الإنجليزية)
- غييرمو إيبون على موقع الاتحاد الدولي لكرة المضرب (الإنجليزية)
- غييرمو إيبون على موقع خلاصة التنس.كوم (الإنجليزية)